# 日向正樹
日向 正樹（ひなた　まさき、1970年4月14日 - ）は、日本のアニメーター。静岡県富士市出身。別名義に雛玉サキ。

## 概略
1991年から2010年までアートランドで実績を積み、2006年にアニメーションスタジオ・マッドハウスへ活動の場を移した。以降はマッドハウスの作品を中心に『デスノート』、『アクセル・ワールド』、『鬼滅の刃』他、数々の人気アニメ作品に携わり、その作画監督、総作画監督、原画、キャラクターデザイン等を務めている。

## 人物
たびたび、苗字を「ひゅうが」と間違われることがあり、手がけた作品のスタッフロールにおいても、間違った表記をされてしまったことがある。日向と交流のある人物として国井桂、樋口智恵子、佐野榮太郎、坂井久太らがいる。所属するアニメーションスタジオ・マッドハウスでの活動以外にも、プロダクションEN（いわゆるアニメーション制作LLC）の中核メンバーとして、社外のアニメーション作品に携わるケースも多い。その一例にufotableの手がけるアニメーション「鬼滅の刃」シリーズ等があり、そのテレビシリーズおよび劇場版 鬼滅の刃 無限列車編でも原画を担当した。

## 主な作品

### キャラクターデザイン
- 学園ソドム(OVA)[注 1]
- 刻刻 [注 1]

### 演出
- ギャグマンガ日和2[4]

### 作画監督・総作画監督
- HUNTER×HUNTER
- 家庭教師ヒットマンREBORN!
- BTOOOM!
- さんかれあ
- ちはやふる2
- 八犬伝―東方八犬異聞― 第二期
- ノーゲーム・ノーライフ
- ハナヤマタ
- 神撃のバハムート GENESIS
- 牙狼〈GARO〉 -炎の刻印-
- 終わりのセラフ
- 牙狼 -紅蓮ノ月-
- プリンス・オブ・ストライド オルタナティブ
- クオリディア・コード
- 神撃のバハムート VIRGIN SOUL
- 宇宙よりも遠い場所
- ゴールデンカムイ[5]
- 消滅都市
- pet
- 宇宙よりも遠い場所[6]
- ダイヤのA[7]
- 攻殻機動隊 新劇場版
- 銀河英雄伝説[8]
- キングスレイド 意志を継ぐものたち
- ラブライブ!スーパースター!!
- 境界戦機[9]
- オーバーロード[9]
- グッバイ、ドン・グリーズ![9]
- ダンス・ダンス・ダンスール
- アオアシ
- ブッチギレ!
- 吸血鬼すぐ死ぬ2
- とんでもスキルで異世界放浪メシ
- マイホームヒーロー
- Re:Monster
- キン肉マン 完璧超人始祖編
- アクロトリップ
- ネガポジアングラー
- チ。-地球の運動について-
- SAKAMOTO DAYS（総作画監督・デザイン協力）
- アオのハコ
- トリリオンゲーム
- 謎解きはディナーのあとで（サブキャラクターデザイン・プロップデザイン・作画監督・原画）
- クレバテス-魔獣の王と赤子と屍の勇者-

### 原画・その他
- 鬼滅の刃[5]
- 原付萌奈美[10]
- 今、そこにいる僕
- 銀河お嬢様伝説ユナ ファイナル・エディション[11]